# Harry Johnston (football)
Pour les articles homonymes, voir Harry Johnston (homonymie) et Johnston.
Henry « Harry » Johnston , né le 26 septembre 1919 à Manchester et mort le 12 octobre 1973, est un footballeur et entraîneur anglais.

## Palmarès
- Vainqueur de la Coupe d'Angleterre en 1953 avec Blackpool
- Élu joueur de l'année du championnat d'Angleterre en 1951